# Esfinge de Acoris

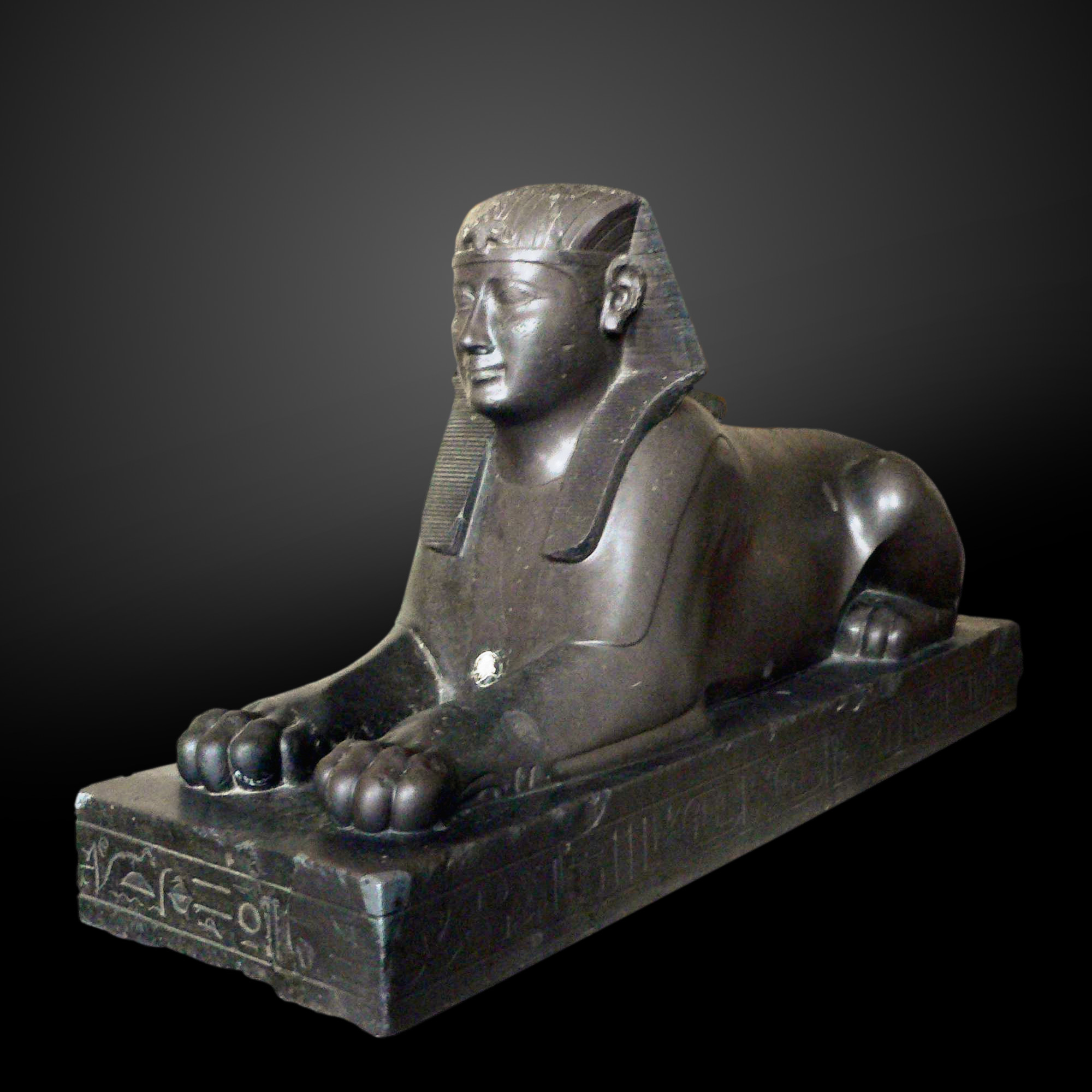
Esfinge de Acoris. Museo del Louvre.

La Esfinge de Acoris, o Esfinge Real con el nombre del faraón Acoris, es una escultura tallada a finales de la Baja Época de Egipto, concretamente durante la XXIX Dinastía. La esfinge tiene grabado el nombre de Jenemmaatra-Hakor, o Acoris, (391 - 379 a. C.) el faraón más importante de la dinastía XXIX de Egipto. 

## Hallazgo e historia
En el siglo XVI d. C. se tienen las primeras noticias de su existencia en Roma. 
La figura se exhibe de forma permanente en el Museo del Louvre, (París), aunque originariamente estuvo en el Iseum del Campo de Marte, después en la Capitolina y en los jardines paisajísticos de Villa Borghese, todos ellos en Roma. En el año 1807 fue comprada por el Louvre a la Colección Borghese. 

## Características
- Estilo: Egipcio.
- Material: basalto.
- Altura: 78 centímetros
- Anchura: 151 centímetros
- Profundidad: 44 centímetros.